# Allium melanantherum
Allium melanantherum — вид рослин з родини амарилісових (Amaryllidaceae); поширений у Болгарії, пн. Греції, сх. Північній Македонії, пд.-сх. Сербії.

## Поширення
Поширений у Болгарії, північній Греції, східній Північній Македонії, південно-східної Сербії.
Цей вид зростає на луках і пасовищах до висоти 2000 м, а також у скелястих місцях. Цвіте в кінці липня та серпні.